# Марин на Сент Кроју (Минесота)
Марин на Сент Кроју (енгл. Marine on St. Croix) град је у америчкој савезној држави Минесота.

## Демографија
По попису из 2010. године број становника је 689, што је 87 (14,5%) становника више него 2000. године.
| Група             | 2000.       | 2010.       |
| Белци             | 591 (98,2%) | 677 (98,3%) |
| Афроамериканци    | 2 (0,3%)    | 1 (0,1%)    |
| Азијати           | 1 (0,2%)    | 3 (0,4%)    |
| Хиспаноамериканци | 1 (0,2%)    | 4 (0,6%)    |
| Укупно            | 602         | 689         |